# Cycas couttsiana
Cycas couttsiana é uma espécie de cicadófita do género Cycas da família Cycadaceae, nativa do norte de Queensland, Austrália.